# 박진순

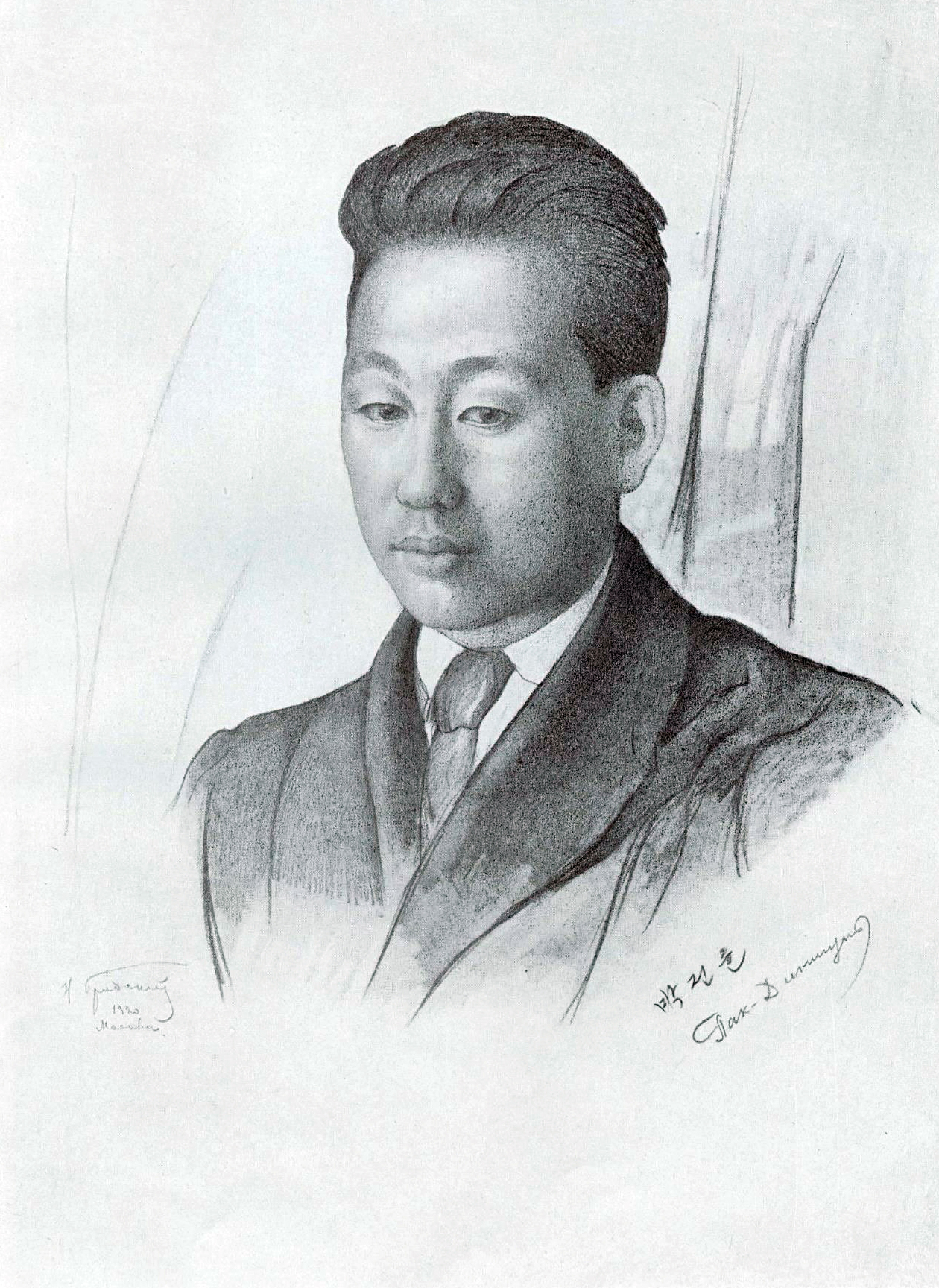

박진순(朴鎭淳, Пак Дин Шунь, 1897년 ~ 1938년 3월 19일)은 일제강점기에 소련에서 활동한 한국 독립운동가이자 사회주의자였다.
개성시에서 태어났다고 하나, 어떤 출처에서는 연해주에서 태어났다고 전한다. 1919년 한인사회당 대표로 모스크바에 파견되었으며, 1920년 코민테른 제2차 대회에 참석하였다. 1921년 고려공산당 중앙위원회 위원을 맡았고 1922년부터 1925년까지 모스크바 대학교에서 공부했다. 1925년 간도에서 천도교 조직과 농민 인터내셔널 간의 연계 강화 활동을 벌였다.
소련 대숙청 중인 1937년에 체포되어 1938년 소련 고등군사법원에서 사보타주 및 테러조직 가담 혐의로 사형을 선고받고 처형되었다. 이오시프 스탈린 사후 1956년 7월 18일 소련 최고회의 군협의회 결정으로 복권되었으며, 묘지는 부토보-콤무나르카에 있다.
2006년, 대한민국 정부에서 건국훈장 애국장을 추서하였다.

## 같이 보기
- 이동휘
- 한인사회당(1918.5)
- 코뮌테른(1919.3)
- 국제공산당 자금사건
- 고려공산당(1921.5)
- 블라디미르 티코노프(박노자)